# Борохівська сільська рада
Борохівська сільська рада — колишня адміністративно-територіальна одиниця та орган місцевого самоврядування у Ківерцівському районі Волинської області з адміністративним центром у с. Борохів.
Припинила існування 17 січня 2019 року через об'єднання до складу Липинську сільську громаду. Натомість утворено Борохівський старостинський округ при Липинській сільській громаді.

## Населені пункти
Сільській раді підпорядковувались населені пункти:
- с. Борохів
- с. Вишнів
- с. Діброва

## Населення
Згідно з переписом УРСР 1989 року чисельність наявного населення сільської ради становила 1770 осіб, з яких 820 чоловіків та 950 жінок.
За переписом населення України 2001 року в сільській раді мешкало 1769 осіб.

### Мова
Розподіл населення за рідною мовою за даними перепису 2001 року:
| Мова       | Відсоток |
| ---------- | -------- |
| українська | 99,17 %  |
| російська  | 0,78 %   |
| білоруська | 0,06 %   |

## Склад ради
Рада складалась з 16 депутатів та голови.

## Керівний склад сільської ради
| ПІБ                             | Основні відомості                                                                | Дата обрання | Дата звільнення |
| ------------------------------- | -------------------------------------------------------------------------------- | ------------ | --------------- |
| Артесюк Володимир Володимирович | Сільський голова, 1965 року народження, освіта, член Української Народної Партії | 26.03.2006   | 31.10.2010      |
| Демидюк Валентина Іванівна      | Сільський голова, 1956 року народження, освіта вища, позапартійна                | 31.10.2010   | 04.11.2015      |
| Артесюк Володимир Володимирович | Сільський голова. 02.03.1965 р. Освіта вища. Безпартійний.                       | 26.10.2015   |                 |

Примітка: таблиця складена за даними джерела